# I’ll Cry Instead
I’ll Cry Instead (englisch sinngemäß für Ich werde stattdessen weinen) ist ein Lied der britischen Band The Beatles, das 1964 auf ihrem dritten Album A Hard Day’s Night veröffentlicht wurde. Komponiert wurde es von John Lennon und Paul McCartney und unter der Autorenangabe Lennon/McCartney veröffentlicht.

## Hintergrund
I’ll Cry Instead basiert hauptsächlich auf den musikalischen Ideen von John Lennon. Das Lied wurde nicht für den Film  A Hard Day’s Night verwendet, obwohl es auf dem gleichnamigen Studioalbum befindet. Ursprünglich war das Lied für den Film vorgesehen, doch auf Wunsch des Regisseurs Richard Lester wurde es durch Can’t Buy Me Love ersetzt. Der Text des Liedes drückt Selbstzweifel von John Lennon aus, die in späteren Liedern noch deutlicher zu Tage traten. Die Musik von I’ll Cry Instead wurde von der US-amerikanischen Country-Musik beeinflusst.
I’ll Cry Instead wurde nicht in das Liverepertoire der Gruppe im Jahr 1964 aufgenommen.

## Aufnahme
I’ll Cry Instead wurde am 1. Juni 1964 in den Londoner Abbey Road Studios (Studio 2) mit dem Produzenten George Martin aufgenommen. Norman Smith war der Toningenieur der Aufnahmen. Die Band nahm das Lied in zwei Teilen auf, für den ersten Teil spielten sie sechs Takes ein, für den zweiten Teil zwei Takes, wobei am 4. Juni der sechste Take und der achte Take für die finale Version zusammengefügt wurde.
Am 1. Juni wurden als weitere Lieder Matchbox und Slow Down, beides Fremdkompositionen eingespielt, die für die EP Long Tall Sally verwendet wurden.
Die Abmischung des Liedes erfolgte am 4. Juni 1964 in Mono und am 22. Juni 1964 in Stereo.
Besetzung
- John Lennon: Akustikgitarre, Gesang
- Paul McCartney: Bass
- George Harrison: Leadgitarre
- Ringo Starr: Schlagzeug, Tamburin

## Veröffentlichungen
- Am 9. Juli 1964 erschien in Deutschland das vierte Beatles-Album A Hard Day’s Night, hier hatte es den Titel: Yeah! Yeah! Yeah! A Hard Day’s Night, auf dem I’ll Cry Instead enthalten ist. In Großbritannien wurde das Album am 10. Juli 1964 veröffentlicht, dort war es das dritte Beatles-Album.
- In den USA wurde I’ll Cry Instead auf dem dortigen fünften Album Something New am 20. Juli 1964 veröffentlicht. I’ll Cry Instead wurde in den USA in einer um knapp 20 Sekunden verlängerten Version auf der Monoversion des Albums Something New veröffentlicht.
- In Deutschland erschien am 19. Juli 1964 die Single I’ll Cry Instead / A Taste of Honey.
- Am 20. Juli 1964 wurde in den USA die Single I’ll Cry Instead / I’m Happy Just to Dance With You veröffentlicht, wobei die A-Seite sich auf Platz 25 der US-amerikanischen Charts platzieren konnte.
- In Großbritannien erschien am 6. November 1964 die EP Extracts from the Album A Hard Day’s Night, auf der sich I’ll Cry Instead befindet.

## Coverversionen
Folgend eine Auswahl:
- Billy Joel – An Innocent Man / I'll Cry Instead [2]
- Joe Cocker –  I'll Cry Instead / Precious [3]
- Johnny Rivers – Meanwhile Back at the Whisky à Go Go [4]